# おやしお (潜水艦・2代)
おやしお（ローマ字：JS Oyashio, SS-590, TSS-3608）は、海上自衛隊の潜水艦。おやしお型潜水艦の1番艦。艦名は親潮から由来し、この名を受け継いだ日本の艦艇としては、旧海軍の陽炎型駆逐艦「親潮」、海上自衛隊初の国産潜水艦「おやしお」（SS-511）に続き3代目にあたる。

## 艦歴
「おやしお」は、中期防衛力整備計画に基づく平成5年度計画2700トン型潜水艦8105号艦として、川崎重工業神戸工場で1994年1月26日に起工され、川崎重工業創立100周年記念日である1996年10月15日に進水、1997年7月10日に公試開始、1998年3月16日に就役し、第2潜水隊群第2潜水隊に編入され横須賀に配備された。
2006年1月11日から4月10日までの間、ハワイ派遣訓練に参加。
2009年1月10日、鹿児島県霧島市にある海上自衛隊鹿児島試験所南西4.6kmの沖合いにて性能試験中、海上自衛官が同乗した漁船「第二十八亀丸」と本艦マストが接触した。漁船の船尾の一部が損傷脱落したが負傷者等はなかった。漁船は海上自衛隊がチャーターし「おやしお」の性能試験中に他船舶が近づかないように警戒していた。同年12月8日、鹿児島海上保安部が艦長以下3名を業務上過失往来危険の疑いで書類送検した。さらに同年6月17日午後0時15頃､尻屋崎東方約28kmの太平洋上で訓練中､経済産業省資源エネルギー庁調査船「資源」（1万395トン）の曳航する資源探査用ケーブル(4.8km)10本に接触し艦橋に絡まっていた1本を含む6本を切断する事故を起こす。翌年3月9日、八戸海上保安部は艦長を業務上過失往来危険容疑で書類送検した。
2015年3月6日、練習潜水艦「ふゆしお」（はるしお型潜水艦6番艦）が除籍されたことに伴い、同日付で練習潜水艦に種別変更され、潜水艦隊直轄第1練習潜水隊に編入。定係港が呉に転籍。
2016年3月19日から4月27日までの間、護衛艦「ありあけ」、「せとぎり」とともに外洋練習航海（飛行）に参加。、4月3日には、南シナ海に面するフィリピン・ルソン島のスービック湾に入港した。
2022年3月10日午前6時20分ごろ、神戸市兵庫区の神戸和田岬防波堤灯台から南南東約1.1キロの海上で漂泊中、航行中の底引き網漁船「住吉丸」と接触した。双方とも顕著な損傷などは無く、負傷者もいなかった。
2023年3月17日、呉基地において自衛艦旗を返納し、除籍となった。自衛隊の潜水艦としては最も長い25年に渡る任務で、地球12周以上にあたるおよそ50万キロを航行した。この除籍式には隊員や元乗組員など130人が出席した。

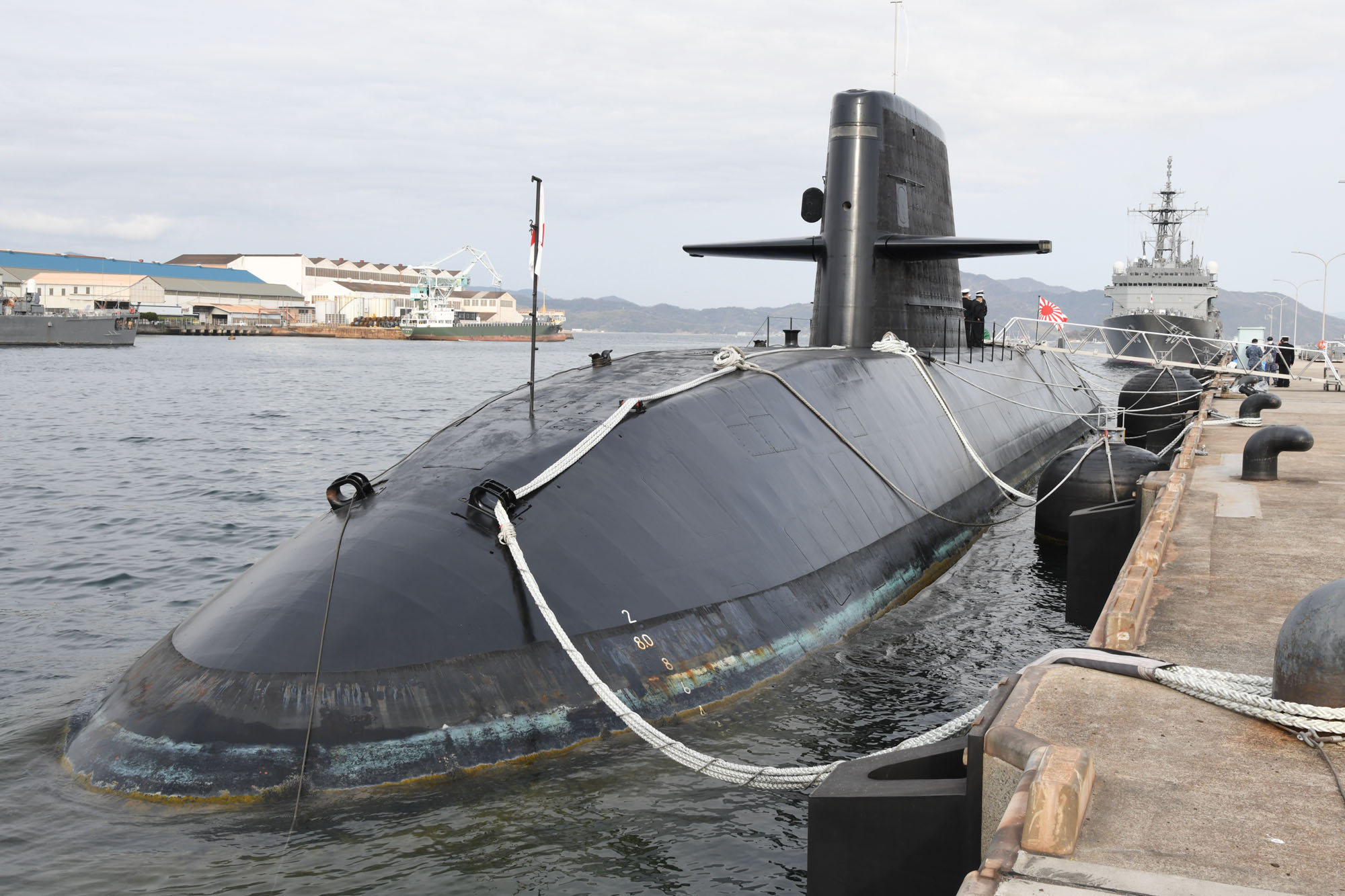
呉基地に停泊中の「おやしお」。後方は潜水艦救難艦「ちはや」

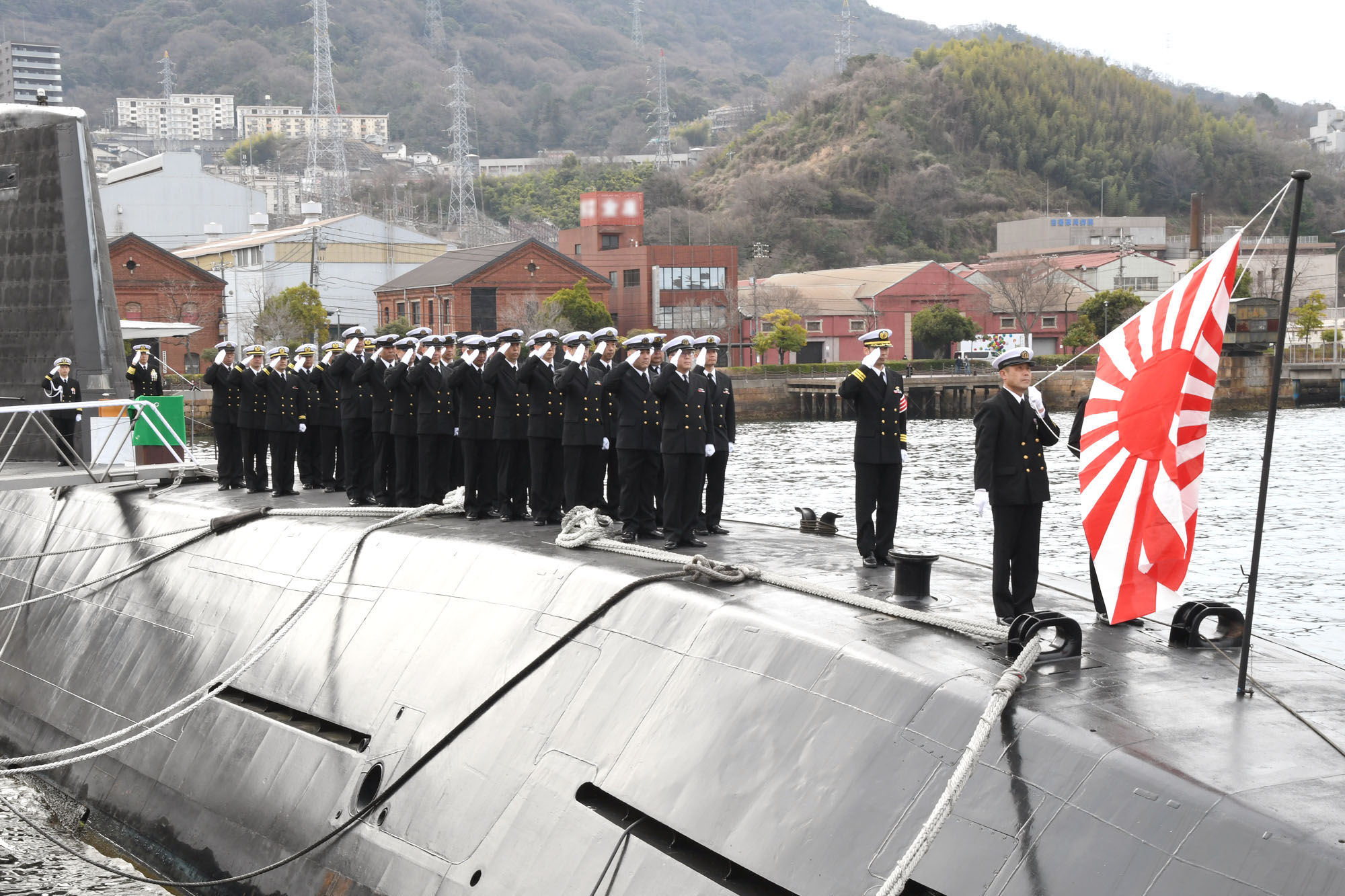
除籍に伴い、自衛艦旗を降下する「おやしお」

### 歴代艦長
| 代 | 氏名       | 在任期間                | 出身校・期          | 前職                                   | 後職                                 | 備考 |
| -- | ---------- | ----------------------- | ------------------- | -------------------------------------- | ------------------------------------ | ---- |
| 01 | 池田聖一   | 1998.3.16 - 1999.3.25   |                     | おやしお艤装員長                       | 海上自衛隊幹部学校付                 |      |
| 02 | 西村繁隆   | 1999.3.26 - 1999.12.19  | 防大23期            | あさしお艦長                           | はやしお艦長                         |      |
| 03 | 佐藤俊也   | 1999.12.20 - 2001.7.31  | 防大27期            | 潜水艦教育訓練隊                       | 東京業務隊付                         |      |
| 04 | 金子 弘    | 2001.8.1 - 2003.7.9     | 防大26期            | 潜水艦隊司令部                         | 潜水艦隊司令部                       |      |
| 05 | 笹本敏成   | 2003.7.10 - 2004.8.1    | 広島工大・ 36期幹候 | 潜水艦隊司令部                         | 海上幕僚監部防衛部装備体系課         |      |
| 06 | 神 英司    | 2004.8.2 - 2005.6.19    | 専修大・ 38期幹候   | 潜水艦教育訓練隊                       | 海上幕僚監部調査部調査課             |      |
| 07 | 中谷文彦   | 2005.6.20 - 2008.3.25   | 防大32期            | 海上幕僚監部防衛部運用課               | 海上幕僚監部指揮通信情報部情報課     |      |
| 08 | 峯村禎人   | 2008.3.26 - 2009.2.1    | 防大32期            | 潜水艦教育訓練隊                       | 潜水艦隊司令部                       |      |
| 09 | 青井志学   | 2009.2.2 - 2010.7.4     | 防大34期            | 潜水艦隊司令部                         | 自衛艦隊司令部                       |      |
| 10 | 中野 聡    | 2010.7.5 - 2011.7.31    | 防大35期            | 潜水艦教育訓練隊                       | 海上幕僚監部指揮通信情報部指揮通信課 |      |
| 11 | 戸井雄一郎 | 2011.8.1 - 2013.8.19    | 防大38期            | 潜水艦隊司令部                         |                                      |      |
| 12 | 生嶋正智   | 2013.8.20 - 2015.8.19   | 防大33期            | 潜水艦隊司令部                         | 潜水艦教育訓練隊副長 兼 研究室長     |      |
| 13 | 西岡哲郎   | 2015.8.20 - 2016.7.31   | 防大39期            | 潜水艦教育訓練隊                       | 潜水艦教育訓練隊                     |      |
| 14 | 樋口賢吾   | 2016.8.1 - 2017.10.15   |                     | 潜水艦隊司令部幕僚                     |                                      |      |
| 15 | 兎澤 仁    | 2017.10.16 - 2019.10.14 |                     | こくりゅう艦長                         | 自衛艦隊司令部幕僚 兼 護衛艦隊司令部 |      |
| 16 | 渡邊忠士   | 2019.10.15 - 2021.7.8   |                     | 海上自衛隊幹部学校防衛戦略教育研究部員 | そうりゅう艦長                       |      |
| 17 | 兵藤健太郎 | 2021.7.9 - 2023.3.16    |                     | なるしお艦長                           |                                      |      |